# Боумен, Исайя
Исайя Боумен (англ. Isaiah Bowman; 26 декабря 1878, Уотерлу, Онтарио — 6 января 1950, Балтимор) — американский географ и геополитик.
Член Национальной академии наук США (1930).

## Биография
Окончил Гарвардский университет, получив специальность географа. Ученик Уильяма Дейвиса (1850—1934).
Преподавал в американских вузах, в том числе в Йельском университете (1905—1915). Предпринял три поездки в Южную Америку, (1907, 1911, 1913). В 1916 году был избран президентом Американского географического общества (American Geographical Society).
Активно участвовал в политике как политолог и географ. С 1917 по 1950 год занимал должность директора Совета внешних связей.
В политике придерживался либеральных взглядов, сразу поддержал провозглашенную 8 января 1918 года президентом США Вудро Вильсоном программу мирного устройства после ожидающегося окончания Первой мировой войны. Программа основывалась на принципах открытой дипломатии, свободной торговли, разоружения и установления государственных границ по национальному принципу. Предлагалось предоставление национальной автономии народам Австро-Венгерской империи. Германия возвращала Франции Эльзас и Лотарингию, компенсировала нанесенный аннексией ущерб, восстанавливался суверенитет Бельгии, Польша получала доступ к Балтийскому морю. Опираясь на эту программу, США вступили в войну на стороне Антанты (1918).
В составе американской делегации Боумен участвовал в работе Парижской мирной конференции 1919 года, которая подвела итоги Первой мировой войны — «Версальский мир». Участвовал в урегулировании польско-украинского конфликта (1918—1919).
Анализируя, находясь в Америке, «мюнхенский сговор» 1938 года, Боумен пришел к обоснованному выводу о том, что и в дальнейшем Германия продолжит вести агрессивную политику, предсказал, в частности, нападение Германии на СССР. Свои выводы он письменно сообщил президенту США Франклину Рузвельту.
Исходя из анализа итогов и опыта Первой мировой войны, Боумен считал необходимым для США отказаться от предшествующей политики изоляционизма. По его мнению географическое положение США — неограниченный выход к двум океанам, Атлантическому и Тихому, создавало возможность контроля всех континентов; относительная удаленность от Европы и Азии, обеспечивала (также относительную, и все более и более нивелирующуюся ускоряющимся техническим процессом) безопасность и неуязвимость. Выводами Боумена пользовался президент США Ф. Рузвельт, доказывая конгрессу необходимость развития военной промышленности, укрепления вооруженных сил, отказа от политики изоляционизма.